# Route nationale 557
Pour les articles homonymes, voir Route 557.
La route nationale 557 ou RN 557 était une route nationale française reliant Moustiers-Sainte-Marie au Muy.
À la suite de la réforme de 1972, le tronçon de Moustiers-Sainte-Marie à Aups a été déclassé en RD 957, celui d'Aups à Draguignan en RD 557, celui de Trans-en-Provence au Muy a été repris par la RN 555 (déclassée en RD 1555 en 2006).

## Ancien tracé de Moustiers-Sainte-Marie au Muy (D 957, D 557 et D 1555)
- Moustiers-Sainte-Marie D 957
- Les Salles-sur-Verdon
- Aups D 557
- Villecroze
- Flayosc
- Draguignan

Elle faisait tronc commun avec la RN 555 jusqu'à Trans-en-Provence.
- Trans-en-Provence D 1555
- Le Muy